# Baojingwan
Die Baojingwan-Stätte (chinesisch 宝镜湾遗址, Pinyin Bǎojìngwān yízhǐ, englisch Baojingwan Site) in der südchinesischen Provinz Guangdong ist ein archäologischer Fundplatz aus dem späten Neolithikum bis in die frühe Bronzezeit.
Es handelt sich um Felsschnitzereien in Baojingwan auf der Insel Gaolan Dao 高欄島 (engl. Gaolan Island, Gaolandau Island usw.) von Zhuhai, die menschliche Figuren, Tiere und Boote zeigen und damit Aufschlüsse über die frühe Seefahrt der Yue im Südchinesischen Meer liefern.
Die Baojingwan-Stätte steht seit 2006 auf der Liste der Denkmäler der Volksrepublik China (6-168).